# Bibliotecă digitală
O bibliotecă digitală (denumită și virtuală sau electronică) este un tip de bibliotecă în care sunt adunate diverse materiale în format digital. Acestea pot fi texte, materiale vizuale, audio sau video, fiind stocate în format electronic. 
Fără a modifica esența activităților biblioteconomice, noile tehnologii aduc o serie de modificări legate în primul rând de faptul că instrumentele ce sunt puse în mâinile bibliotecarilor sunt altele și aceștia trebuie să învețe să le mânuiască.
Legătura dinamică dintre bibliotecari și tehnologia informațiilor impune noi funcții ale bibliotecilor și bibliotecarilor, noi forme de colaborare cu alte instituții (inclusiv edituri) și o interfață umană și electronică cu resurse intelectuale, mai sofisticată. 
Un factor deosebit de important de care trebuie să se țină cont este arhitectura clădirii. Informatizarea presupune, de fapt, existența unui sistem automatizat de bibliotecă.

## Clasificare
Sistemele automatizate de bibliotecă pot fi clasificate după anumite criterii astfel:
După felul în care sunt achiziționate și dezvoltate se disting următoarele categorii:
- Sisteme la cheie - proiectate, programate și testate de organizații sau companii comerciale. Unii furnizori oferă sisteme la cheie ce includ atât hardware-ul, cât și software-ul, iar alți furnizori oferă sisteme la cheie doar cu software. Se mai asigură întreținerea sistemului și chiar pregătirea personalului.
- Sisteme adaptate - presupun achiziționarea separată a hardware-ului și a software-ului. Software-ul poate fi prelucrat și adaptat după un alt software folosit deja în bibliotecă.
- Sisteme dezvoltate local - sunt sisteme proiectate, testate și instalate pentru a răspunde cerințelor particulare ale bibliotecii.
- Sisteme partajate - sunt sisteme bazate pe împărțirea resurselor aceluiași sistem cu alte biblioteci aflate în rețea.

După modul în care sunt automatizate serviciile de bibliotecă distingem:
- Sistem automatizat autonom de bibliotecă - este cel mai apropiat de biblioteconomia tradițională. Nu se modifică nimic în activitatea serviciilor de bibliotecă. Ceea ce se schimbă este doar instrumentul de lucru care permite personalului bibliotecii să realizeze mai rapid, mai ieftin, mai eficient activitățile specifice. Ansamblul de date proprii activităților de bibliotecă constituie fișiere. Pentru a se asigura desfășurarea activităților de bibliotecă trebuie să fie posibilă integrarea mai multor fișiere, adică trecerea de la un fișier la altul printr-un sistem în lanț. Se creează o anumită rigiditate în comunicarea datelor și există multe redundanțe.

- Sistem automatizat integrat de bibliotecă - presupune existența unei baze de date ca fișier unic al bibliotecii, gestionată de un software adecvat și la care să aibă acces toate serviciile bibliotecii. Baza de date conține informații bibliografice despre toate categoriile de documente existente în colecțiile bibliotecii.

## Exemple
- Biblioteca Digitală a Academiei de Științe Economice București
- Biblioteca Digitală a Bucureștilor[2]
- Biblioteca Digitală BCU Cluj
- Biblioteca Digitală a BCU Iași
- Biblioteca Digitală a Institutului de Memorie Culturală
- Biblioteca Digitală pe Mobil
- Biblioteca Digitală Națională
- Biblioteca virtuală românească
- EvoBook – cărți în format electronic
- Medievalia – Texte fundamentale ale culturii române medievale